# Вильруа, Шарль де Нёвиль
Шарль де Нёвиль (фр. Charles de Neufville; около 1566 — 18 января 1642, Лион), маркиз де Вильруа и д'Аленкур — французский государственный деятель.

## Биография
Сын Никола IV де Нёвиля, сеньора де Вильруа, и Мадлен д'Обеспин.
Барон де Бюри, сеньор де Маньи и Ла-Форе-Томье, член Государственного и Тайного советов, капитан ордонансовой роты из пятидесяти, затем из ста тяжеловооруженных всадников.
Губернатор Понтуаза и Вексена (1588), генеральный наместник (17.06.1607), затем губернатор Лиона, Лионне, Форе и Божоле (16.02.1612). Главный квартирмейстер Дома короля.
5 января 1597 пожалован Генрихом IV в рыцари орденов короля.
Послан королем в Рим, куда прибыл 16 февраля 1600. Был принят папой в качестве посла, хотя не имел верительных грамот. 10 января 1608 Генрих поручил ему передать орденские знаки Святого Духа герцогам ди Сеньи и Санто-Джемини. Церемония состоялась 12 марта в Риме. Так же по поручению короля вручил орденскую цепь коннетаблю Ледигьеру (1622).
Затем был назначен послом в Риме.
2 декабря 1633 обменял с маркизом Шарлем де Ростеном баронию Бюри, приход Сен-Секонден близ Блуа и половину сеньории Блемар на 6666 ливров 13 су и 4 денье ренты.
Сеньория Вильруа в 1605 году была возведена в ранг маркизата.
Умер в Лионе в ночь с 17 на 18 января 1642 в возрасте 76 лет и был погребен в церкви кармелитов.

## Семья
1-я жена (26.02.1588): Маргерит де Мандело, дама де Паси, единственная дочь Франсуа де Мандело, губернатора Лиона, и Элеоноры Роберте
Дети:
- N (ум. во младенчестве)
- Мадлен (ум. 24.11.1613). Муж (1606): Пьер Брюлар (ок. 1583—1640), маркиз де Силлери, государственный секретарь по иностранным делам
- Катрин (ум. 1657), дама де Паси, камерфрейлина Анны Австрийской. Муж (контракт 3.05.1610): Жан II де Сувре, маркиз де Куртанво (ок. 1585—9.11.1656)

2-я жена (11.02.1596): Жаклин де Арле, дочь Никола де Арле, барона де Санси, и Мари Моро, дамы де Гробуа
Дети:
- Никола V (1598—1685), герцог де Вильруа, пэр и маршал Франции. Жена (контракт 11.07.1617): Мадлен де Креки, дочь Шарля де Креки, герцога Ледигьера, пэра и маршала Франции, и Мадлен де Бонн
- Анри (ум. 1628), граф де Бюри. Умер по возвращении с осады Ла-Рошели. Жена: Франсуаза Фелипо, дочь Раймона Фелипо, сеньора д'Эрбар, государственного советника, и Клод Гоблен
- Камиль (22.08.1606—3.06.1698), архиепископ Лиона
- Фердинанд (ум. 7.01.1690), епископ Сен-Мало
- Лион-Франсуа (ум. 3.08.1639), виконт де Ла-Форе, мальтийский рыцарь. Убит при осаде Турина
- Мари (ум. 8.1688). Муж 1): Александр де Бонн, виконт де Таллар; 2): Луи-Шарль де Шампле, сеньор де Курсель, генерал-лейтенант артиллерии